# Tahura emarginata
Tahura emarginata är en insektsart som beskrevs av Dietrich 2004. Tahura emarginata ingår i släktet Tahura och familjen dvärgstritar. Inga underarter finns listade i Catalogue of Life.